# Курсешти-Вале (Васлуј)
Курсешти-Вале (рум. Cursești-Vale) насеље је у Румунији у округу Васлуј у општини Пунђешти. Oпштина се налази на надморској висини од 199 m.

## Становништво
Према подацима из 2002. године у насељу је живело 302 становника, од којих су сви румунске националности.